# Translocación de grupo

Mecanismo general de los sistemas de traslocación de grupo para carbohidratos dependiente de PEP de E. coli y B subtilis

El mecanismo de traslocación de grupo, es un mecanismo de transporte de membrana activo exclusivo de las células procariotas, que se caracteriza porque, durante el transporte, la sustancia experimenta una modificación química.
Esta modificación química consigue dos cosas: por un lado la adición de nuevos grupos funcionales dificulta que la sustancia modificada se escape de la célula, y por otro lado mantiene extremadamente bajas las concentraciones intracelulares de la sustancia sin modificar, lo que mantiene un gradiente de concentración unidireccional entre el exterior y el interior de la célula que favorece el ingreso de la sustancia.
Un ejemplo de traslocación de grupo es el sistema de traslocación de grupo PEP, que utilizan las bacterias para incorporar azúcares, y en los cuales el azúcar recibe un grupo fosfato proveniente del fosfoenolpiruvato para formar un fosfoazúcar. Por este mecanismo las células bacterianas incorporan por ejemplo glucosa, manosa,
fructosa y N-acetil glucosamina. Otros ejemplos son el Sistema de transferencia de Coenzima A-Ácidos Grasos y el Sistema de fosforribosil transferasas-Purinas.